# Saint-Jean-de-Couz
Pour les articles homonymes, voir Saint-Jean.
Saint-Jean-de-Couz est une commune française située dans le département de la Savoie, en région Auvergne-Rhône-Alpes.

## Géographie

### Situation
Saint-Jean-de-Couz est située au niveau du col de Couz (630 m), le long de la route RD 1006 qui serpente dans le val de Couz, entre Saint-Thibaud-de-Couz au nord et Saint-Christophe-la-Grotte au sud. Le village se trouve au croisement avec la route RD 45, qui grimpe les pentes de la Cochette (1 617 m), à l'est. La ligne de crête sépare la commune de celle d'Entremont-le-Vieux.
Le centre de la commune de Saint-Jean-de-Couz est situé à 15 km de Chambéry, préfecture de la Savoie, 93 km de Lyon, préfecture de la région Auvergne-Rhône-Alpes ainsi qu'à environ 228 km de Nice (par Grenoble) et 561 km de Paris. La commune fait partie du parc naturel régional de la Chartreuse.

### Description

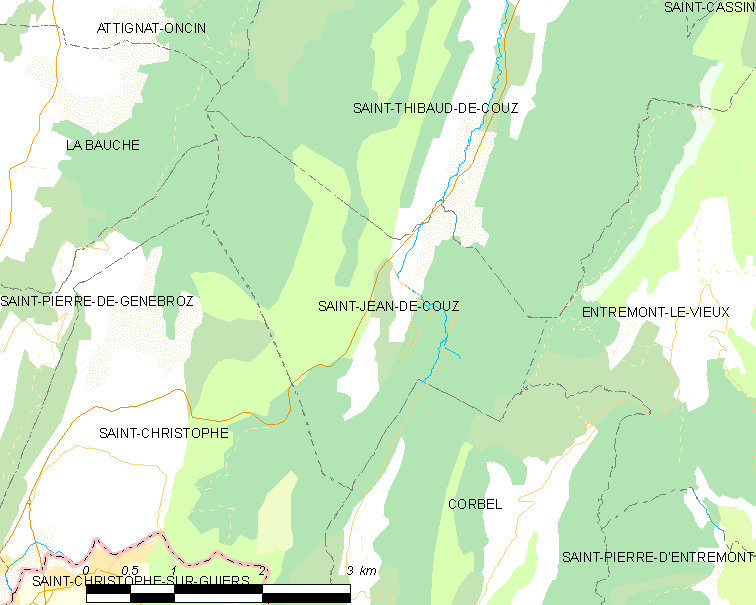
Plan du territoire de Saint-Jean-de-Couz et les communes limitrophes.

Autrefois traversée par la route nationale 6, désormais déclassée en simple route départementale (la RD 1006), et positionnée au cœur d'une région touristique prisée, non loin du site des grottes des Échelles et aux limites du massif de la Chartreuse, la commune est membre de la communauté de communes Cœur de Chartreuse, ainsi que du parc naturel régional de Chartreuse.
La commune se distingue par son regroupement d'habitations en trois principaux hameaux : Le chef-lieu, le Replat et Côte Barrier.
Le chef-lieu s'étend le long de la RD 45. Le lieu-dit le Replat s'étend autour d'un carrefour, le long de la route de Côte Barrier. On y trouve la mairie et l'école primaire dans un même bâtiment aujourd'hui nouvellement agrandi, ainsi que l'ancien café Denat.
Au niveau du Replat, deux routes communales mènent vers les deux hameaux. Au nord, les Héritiers regroupent quelques maisons. Côte Barrier se situe en contrebas, à un kilomètre au sud. On y trouve l'ancienne carrière d'argile et de pierre ainsi que les ruines de l'ancien four à brique.
Le territoire de Saint-Jean-de-Couz est essentiellement couvert de forêts, notamment d'épicéas et de fayards, que traversent des chemins forestiers. Le plus important d'entre eux s'élève sur les pentes du mont Beauvoir (1 319 m), dont la ligne de crête sert de limite avec les communes de Saint-Pierre-de-Genebroz et La Bauche.

### Géologie et relief
Le val de Couz qui comprend essentiellement les communes de Saint-Jean-de-Couz, pour sa partie septentrionale et Saint-Thibaud-de-Couz, pour sa partie méridionale constitue la limite entre le massif de la Chartreuse et la chaîne de l'Épine, avec notamment le mont du Chat, et donc, en fait, entre les domaines subalpin et jurassien.

### Communes limitrophes
| La Bauche                                 | Saint-Thibaud-de-Couz | Saint-Thibaud-de-Couz Entremont-le-Vieux |
| Saint-Pierre-de-Genebroz Saint-Christophe | Saint-Jean-de-Couz    | Entremont-le-Vieux                       |
| Saint-Christophe                          | Corbel                | Corbel                                   |

### Hydrographie
Le ruisseau de l'Hyères, qui prend sa source au col des Égaux, sur la commune limitrophe de Corbel, s'écoule le long de la RD 45 avant de suivre la vallée de Couz et la RD 1006 en direction de Chambéry.

### Climat
Malgré la présence d'un environnement montagneux, le climat n’est pas trop rigoureux car le secteur du sud-ouest de la Savoie reste fortement influencée par des climats de types océaniques. Le territoire de Saint-Jean-de-Couz étant située à proximité du premier contrefort occidental du Chartreuse, un des premiers massifs préalpins que rencontrent les perturbations atlantiques, la pluviométrie y est donc marquée.

#### Températures des minimales et maximales enregistrées sur trois ans
- 2012

| Mois                              | jan. | fév. | mars | avril | mai  | juin | jui. | août | sep. | oct. | nov. | déc. |
| --------------------------------- | ---- | ---- | ---- | ----- | ---- | ---- | ---- | ---- | ---- | ---- | ---- | ---- |
| Température minimale moyenne (°C) | 0,2  | −5   | 2,1  | 7,1   | 9,9  | 13,8 | 14,7 | 14,8 | 11,8 | 8,3  | 4,2  | 0,5  |
| Température maximale moyenne (°C) | 7,1  | 3,5  | 17,1 | 16,6  | 22,2 | 25,7 | 26,7 | 29   | 22,2 | 17,4 | 11,5 | 7,4  |

- 2014

| Mois                              | jan. | fév. | mars | avril | mai  | juin | jui. | août | sep. | oct. | nov. | déc. |
| --------------------------------- | ---- | ---- | ---- | ----- | ---- | ---- | ---- | ---- | ---- | ---- | ---- | ---- |
| Température minimale moyenne (°C) | 0,9  | 2,1  | 2,6  | 7,1   | 8,9  | 13,1 | 14,8 | 13,6 | 12,4 | 9,3  | 5,3  | 1,5  |
| Température maximale moyenne (°C) | 8,5  | 10,4 | 15,1 | 18,7  | 20,2 | 27,1 | 24,5 | 24,5 | 23,6 | 20,3 | 13,4 | 7,5  |

- 2016

| Mois                              | jan. | fév. | mars | avril | mai  | juin | jui. | août | sep. | oct. | nov. | déc. |
| --------------------------------- | ---- | ---- | ---- | ----- | ---- | ---- | ---- | ---- | ---- | ---- | ---- | ---- |
| Température minimale moyenne (°C) | 2,1  | 3,1  | 2    | 5,4   | 9,2  | 14   | 15   | 14   | 13,2 | 6,7  | 3,8  | −3,6 |
| Température maximale moyenne (°C) | 9,2  | 10   | 12,4 | 16    | 19,9 | 24,6 | 28,8 | 28,4 | 26,1 | 16,1 | 11,2 | 6,9  |

### Voies de communication

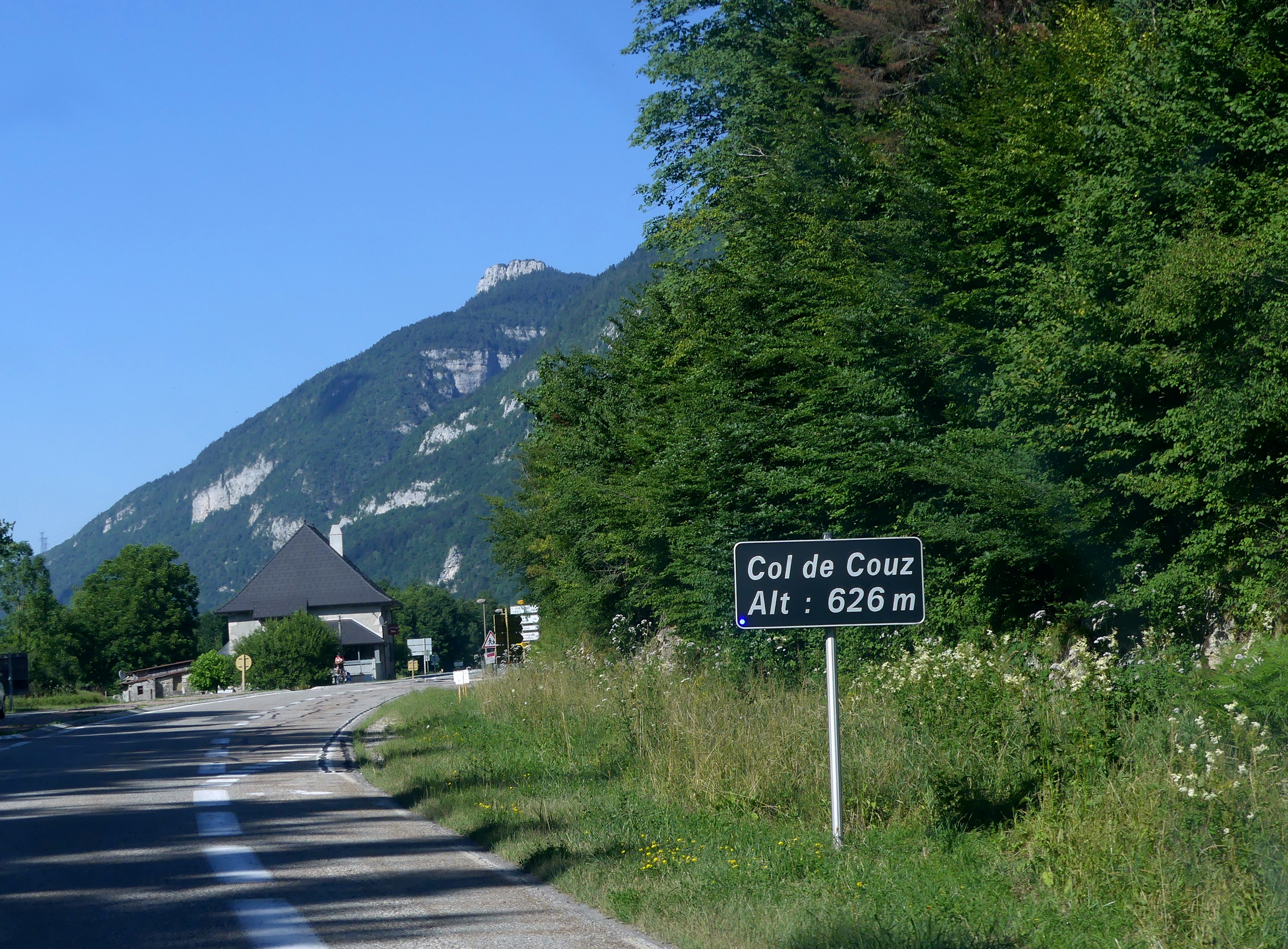
La RD 1006 au col de Couz.

#### La RD 1006
L'ancienne route nationale 6, ancienne grande route nationale française, reliant Paris à l'Italie (à la descente du col du Mont-Cenis) via Lyon et la Savoie et qui traverse la commune sur un axe nord / sud a été déclassée en route départementale sous l'appellation de RD 1006.
Cette route à deux voies permet de relier directement le territoire de la commune aux agglomérations chambérienne, grenobloise et lyonnaise en franchissent notamment le col de Couz qui s'élève à 626 m d'altitude.

#### La RD 45
La route départementale 45, qui relie Entremont-le-Vieux à Saint-Jean-de-Couz en passant par le Désert d'Entremont et Corbel, traverse le bourg central et le relie à la RD 1006.

## Urbanisme

### Typologie
Au 1er janvier 2024, Saint-Jean-de-Couz est catégorisée commune rurale à habitat dispersé, selon la nouvelle grille communale de densité à sept niveaux définie par l'Insee en 2022.
Elle est située hors unité urbaine. Par ailleurs la commune fait partie de l'aire d'attraction de Chambéry, dont elle est une commune de la couronne,. Cette aire, qui regroupe 115 communes, est catégorisée dans les aires de 200 000 à moins de 700 000 habitants,.

### Occupation des sols
L'occupation des sols de la commune, telle qu'elle ressort de la base de données européenne d’occupation biophysique des sols Corine Land Cover (CLC), est marquée par l'importance des forêts et milieux semi-naturels (88,7 % en 2018), une proportion sensiblement équivalente à celle de 1990 (89,1 %). La répartition détaillée en 2018 est la suivante : 
forêts (88,7 %), zones agricoles hétérogènes (10,9 %), prairies (0,4 %).
L'IGN met par ailleurs à disposition un outil en ligne permettant de comparer l’évolution dans le temps de l’occupation des sols de la commune (ou de territoires à des échelles différentes). Plusieurs époques sont accessibles sous forme de cartes ou photos aériennes : la carte de Cassini (XVIIIe siècle), la carte d'état-major (1820-1866) et la période actuelle (1950 à aujourd'hui).

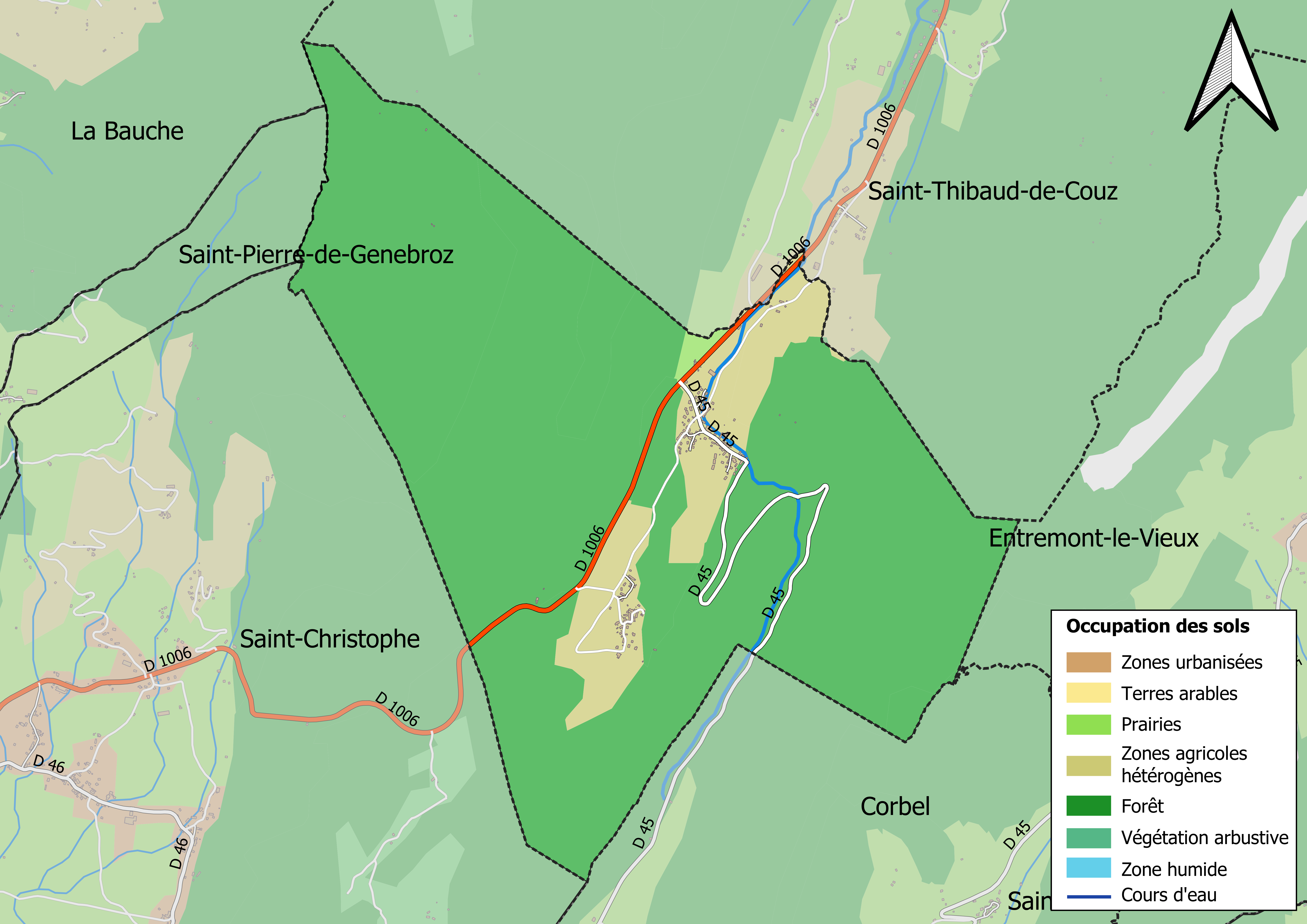
Carte des infrastructures et de l'occupation des sols en 2018 (CLC) de la commune.
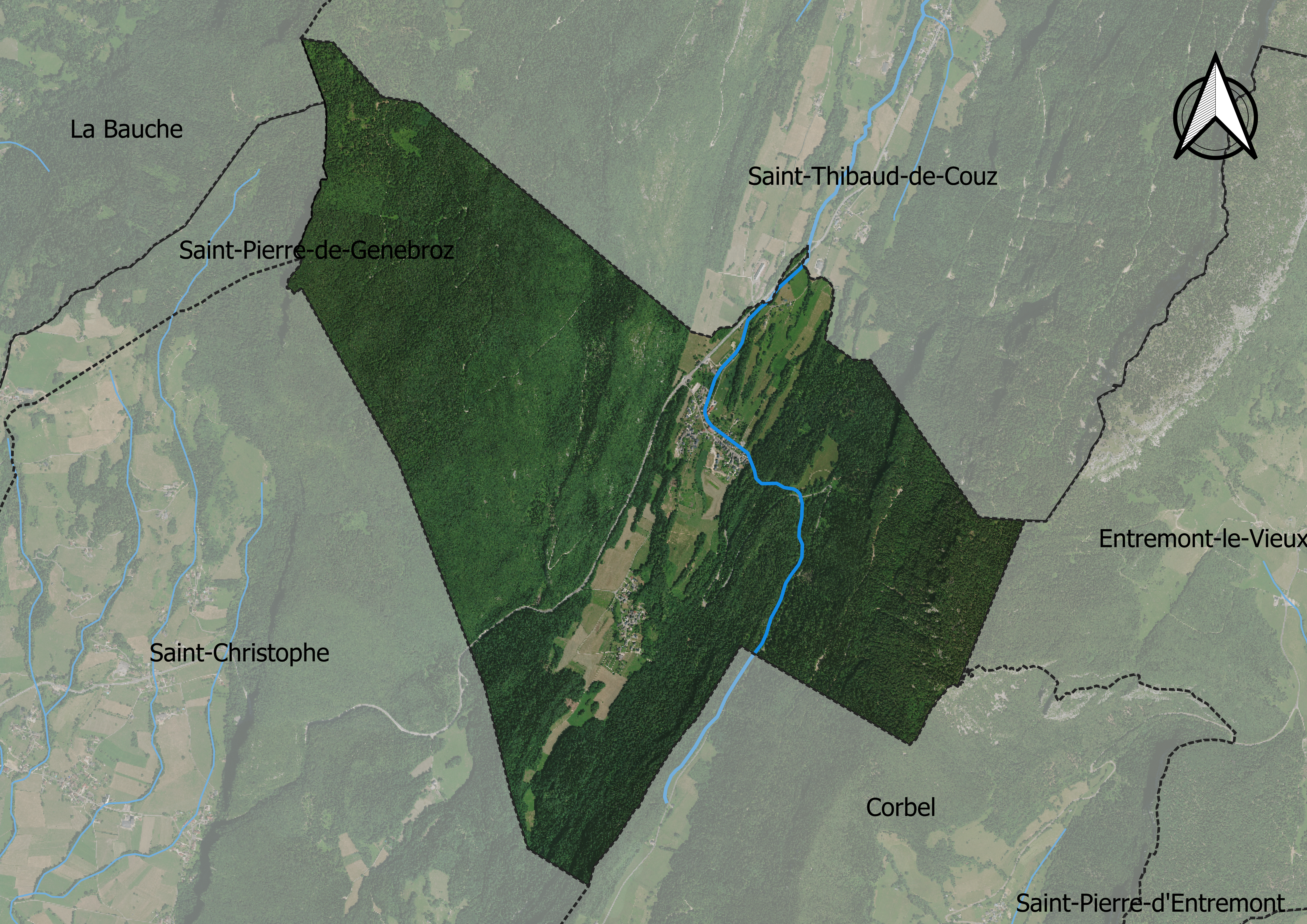
Carte orthophotogrammétrique de la commune.

### Hameaux, écarts et Lieux-dits
Voici, ci-dessous, la liste la plus complète possible des divers hameaux, quartiers, lieux-dits et écarts qui composent le territoire de la commune de Saint-Jean-de-Couz, présentés selon les références toponymiques fournies par le site géoportail de l'Institut géographique national.
| - Les Héritiers - Le Marais - Le Cheval Blanc - Les Bottières - Les Fontaines - Le Col de Couz - Le Replat (bourg) - Côte Barrier - Jubin - Sur le Grill | - La Cochette (sommet) - Fontaine Froide - La Pointière - Les Barmettes - Roche Corbière - Les Barrières - Le Pré du Commandeur - Les Vacheresses - Le Mont Beauvoir (sommet) - Le Caut |

## Toponymie
Le toponyme de Saint-Jean-de-Couz est formé par le nom du saint patron de la paroisse, Jean le Baptiste, érigée en paroisse distincte en 1673 et du mot Couz, qui est une variante de col (du latin collum, « col, cime »), indiquant un « passage de montagne ». Il s'agit du col de Couz. Le toponyme Couz était utilisé pour désigner la vallée de l'Hyère jusqu'au défilé des Grottes.
En francoprovençal, la commune s'écrit Sin Jan selon la graphie de Conflans.
Ses habitants sont les Saint-Jeannaises et Saint-Jeannais.

## Histoire
Saint-Jean-de-Couz fut une ancienne paroisse cédée à la commanderie des Échelles[réf. nécessaire].

### Préhistoire et Antiquité
Durant l'Antiquité, une voie romaine allant de Lyon à Milan traversait le territoire de la commune. Elle fut restaurée par les princes de Piémont-Sardaigne, et ce qu'il en reste est aujourd'hui connu sous le nom de voie sarde. Un relais de poste marqua longtemps le col de Couz.

#### L'énigme Hannibal

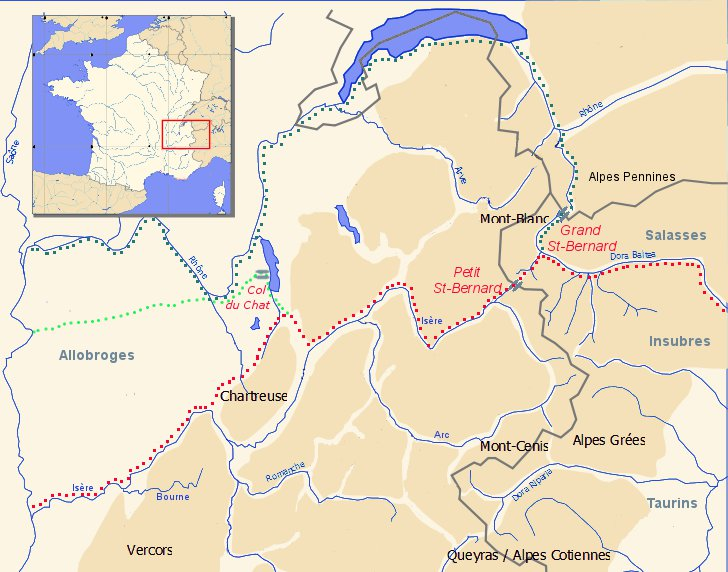
Trajet supposé d'Hannibal par le col de Couz et le col du Petit-Saint-Bernard (hypothèse Bocquet en rouge).

Parmi les nombreuses théories sur le passage des Alpes par Hannibal en 218 av. J.-C., l'écrivain et préhistorien Aimé Bocquet, ancien membre du conseil supérieur de la recherche archéologique sera un grand défenseur du franchissement par le col du Petit-Saint-Bernard.
En étudiant les écrits de l'historien et théoricien politique de la Grèce antique Polybe, Aimé Bocquet fait passer l'armée d'Hannibal par le défilé de Vimines-Saint Cassin, située au nord du territoire communal, et y situe le premier combat contre des Gaulois[réf. nécessaire].
Ce défilé, situé entre la commune des Échelles et l'actuelle agglomération chambérienne, entraîne donc, par voie de conséquence, le passage de l'armée carthaginoise et ses alliés par la vallée du Guiers et le col de Couz. Aimé Bocquet l'explique dans son ouvrage intitulé Hannibal chez les Allobroges, la grande traversée des Alpes (2009).

### Époque contemporaine
La commune est traversée par la Route nationale 6, qui portait sous le Premier Empire le nom de « Route impériale 7 » (de Paris à Milan-Verceil).
On a découvert au cours du XIXe siècle, un gisement de terre réfractaire qui servit à la fabrication de briques. Cette carrière, fermée vers 1948, est aujourd'hui inondée et forme un étang empoissonné pour la pêche.
Au cours de la Seconde Guerre mondiale, un foyer de résistance s'établit face à l'occupation allemande, notamment sous l'égide de l'ancien maire Raymond Merle. La disposition de l'habitat et le patriotisme d'une partie de la population permirent l'établissement d'un poste de commandement dans le chalet du « Souhait ». Le col du Grapillon abritait également des activités clandestines. En outre, la commune fut rattachée à la communauté de communes du Mont Beauvoir de 2005 à 2013. Depuis 2014, la commune est rattachée à la communauté de communes Cœur de Chartreuse.

## Politique et administration

### Administration municipale
Le conseil municipal de Saint-Jean-de-Couz compte onze membres, dont un maire, trois adjoint au maire et sept conseillers municipaux.

### Liste des maires
| Période                                  | Période   | Identité             | Étiquette | Qualité                        |
| ---------------------------------------- | --------- | -------------------- | --------- | ------------------------------ |
| 1945                                     | 1983      | Raymond Merle        | ...       | ...                            |
| 1983                                     | 2004      | Pierre Meyer         | ...       | ...                            |
| 2004                                     | mars 2014 | Gérard Paulus        | PCF       | ...                            |
| mars 2014                                | juin 2020 | François Le Gouic    | SE        | Agent de service technique     |
| juin 2020                                | En cours  | Murielle Brun Giraud | SE        | Agent de service administratif |
| Les données manquantes sont à compléter. |           |                      |           |                                |

## Population et société

### Gentilé
Les habitants de la commune sont appelés les saint-jeannais et les saint-jeannaises.

### Démographie
L'évolution du nombre d'habitants est connue à travers les recensements de la population effectués dans la commune depuis 1793. Pour les communes de moins de 10 000 habitants, une enquête de recensement portant sur toute la population est réalisée tous les cinq ans, les populations de référence des années intermédiaires étant quant à elles estimées par interpolation ou extrapolation. Pour la commune, le premier recensement exhaustif entrant dans le cadre du nouveau dispositif a été réalisé en 2005.

En 2022, la commune comptait 303 habitants, en évolution de +5,94 % par rapport à 2016 (Savoie : +3,63 %, France hors Mayotte : +2,11 %).
| 1793 | 1800 | 1806 | 1822 | 1838 | 1848 | 1858 | 1861 | 1866 |
| ---- | ---- | ---- | ---- | ---- | ---- | ---- | ---- | ---- |
| 340  | 351  | 389  | 433  | 439  | 459  | 369  | 373  | 373  |

| 1872 | 1876 | 1881 | 1886 | 1891 | 1896 | 1901 | 1906 | 1911 |
| ---- | ---- | ---- | ---- | ---- | ---- | ---- | ---- | ---- |
| 347  | 365  | 306  | 302  | 301  | 299  | 281  | 278  | 252  |

| 1921 | 1926 | 1931 | 1936 | 1946 | 1954 | 1962 | 1968 | 1975 |
| ---- | ---- | ---- | ---- | ---- | ---- | ---- | ---- | ---- |
| 205  | 211  | 202  | 188  | 185  | 177  | 147  | 129  | 101  |

| 1982 | 1990 | 1999 | 2005 | 2006 | 2010 | 2015 | 2020 | 2022 |
| ---- | ---- | ---- | ---- | ---- | ---- | ---- | ---- | ---- |
| 145  | 180  | 215  | 242  | 246  | 251  | 286  | 303  | 303  |

### Manifestations culturelles et festivités
- La fête du boudin.

### Enseignement
Saint-Jean-de-Couz est située dans l'académie de Grenoble.
- Il y a une école primaire située à côté de la mairie au sud du village.

### Sports
- Stade de football.

### Médias

#### Stations de radio et télévision
La commune est couverte par des antennes locales de radios dont France Bleu Pays de Savoie, la radio Isèroise Radio ISA et des radios Lyonnaises telles que Radio Scoop et Radio Espace.
La chaîne de télévision locale TV8 Mont-Blanc diffuse des émissions sur les pays de Savoie, notamment l'émission « La Place du village ». France 3 et sa station régionale France 3 Alpes, peuvent parfois relater les faits de vie de la commune.

#### Presse écrite
La presse écrite locale est représentée essentiellement par un titre :
- Le Dauphiné libéré

Historiquement, le quotidien à grand tirage Le Dauphiné libéré consacre, chaque jour, y compris le dimanche, dans son édition de Chartreuse et de Chambéry, un ou plusieurs articles à l'actualité du village, ainsi que des informations sur les éventuelles manifestations locales, les travaux routiers, et autres événements divers à caractère local.

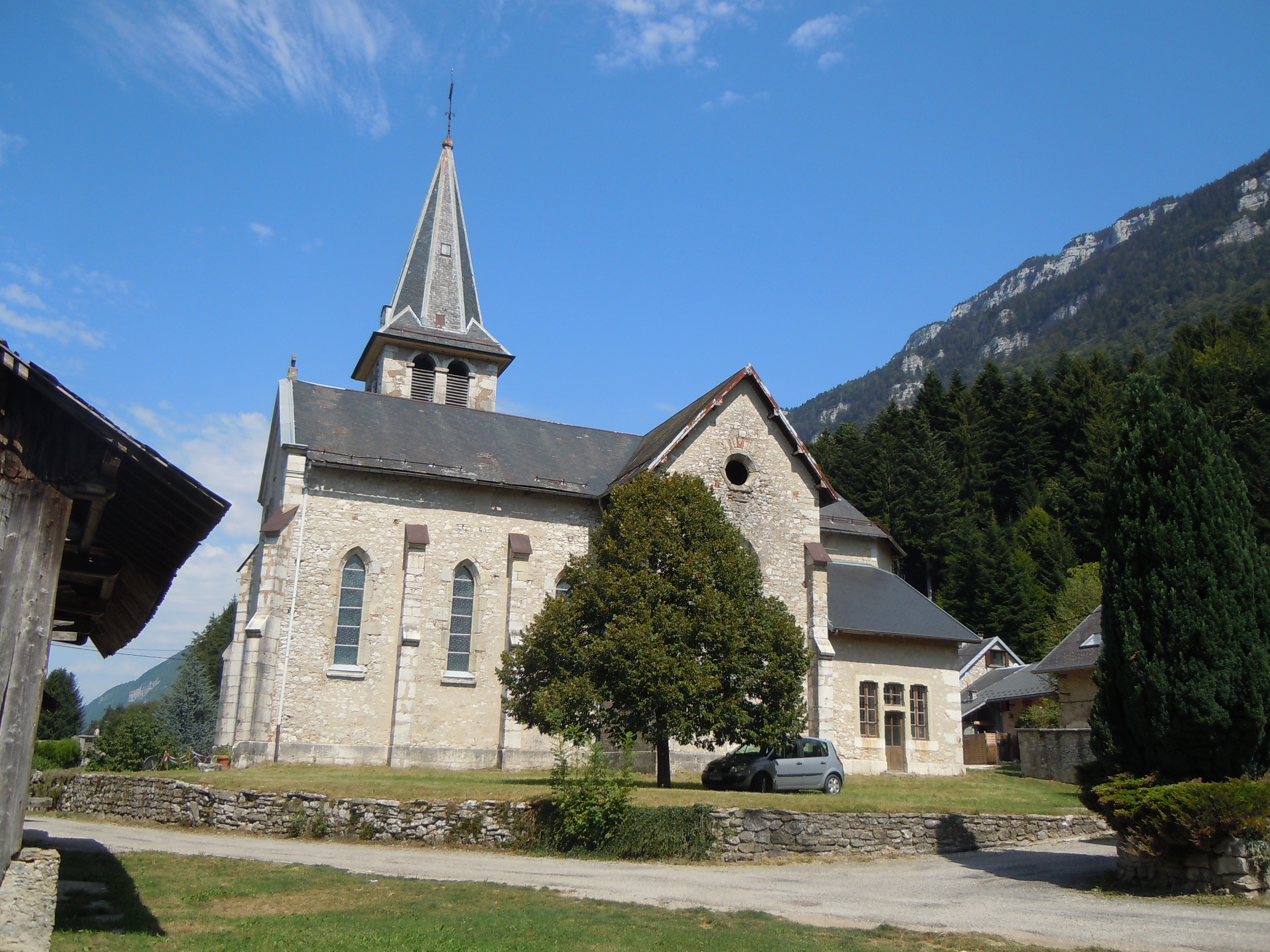
L'église du village

### Culte

#### Religion catholique
La commune dépend de la paroisse « Bienheureux Jean XXIII » qui recouvre plusieurs églises du doyenné de l'agglomération chambérienne et du diocèse de Chambéry - Maurienne - Tarentaise.

## Économie
Le commune fait partie de l'aire géographique de production et transformation du « Bois de Chartreuse », la première AOC de la filière Bois en France,.

### Revenus et emplois
Le revenu médian annuel de la population de la commune a été évalué à 19 572 euros en 2012, correspondant à une baisse de croissance de 3,74 % par rapport à l'année précédente. Ce chiffre se présente à un niveau légèrement inférieur au revenu médian national par an estimé à 19 785 euros en 2012.

## Culture locale et patrimoine

### Lieux et monuments

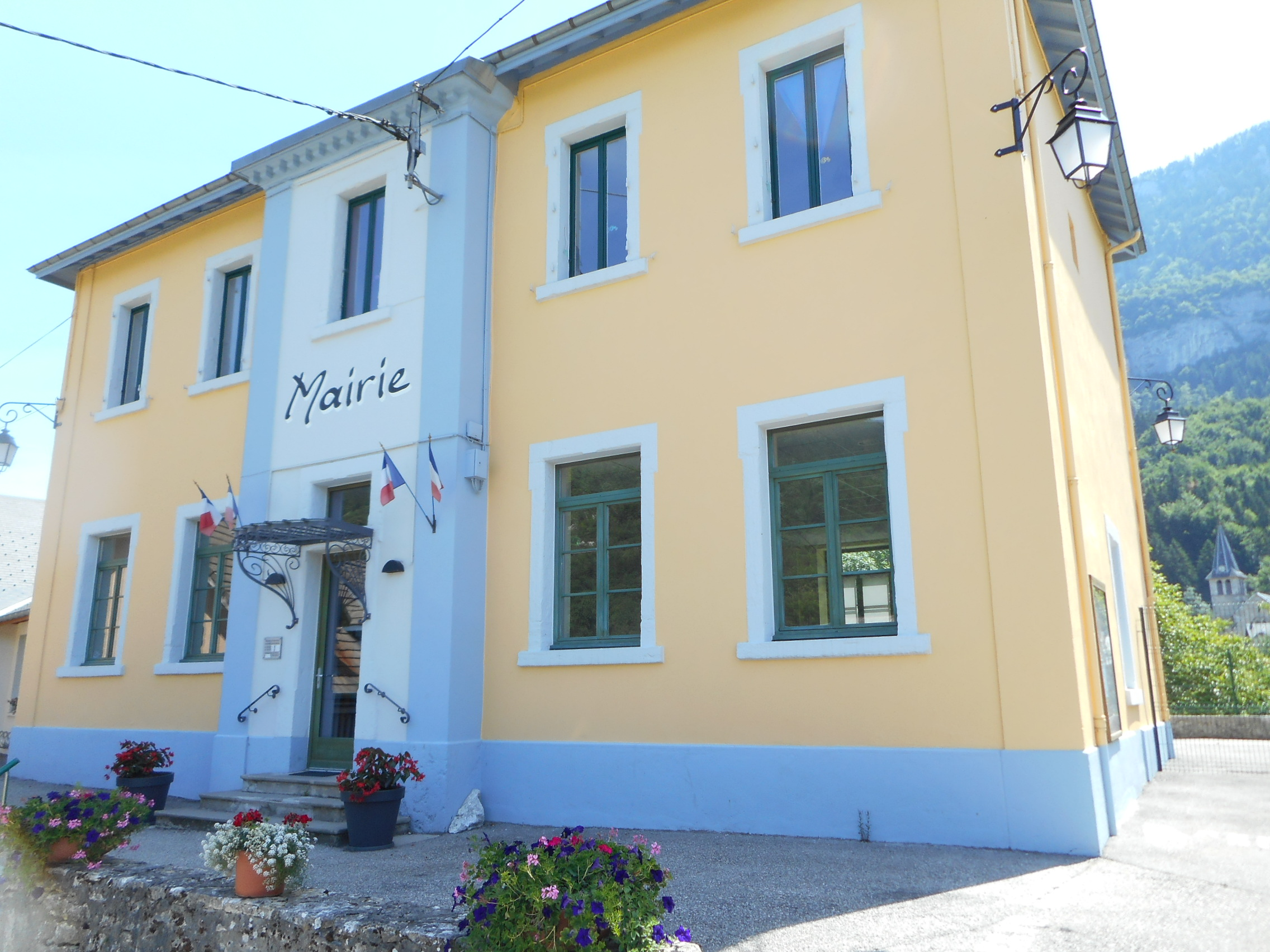
La mairie.

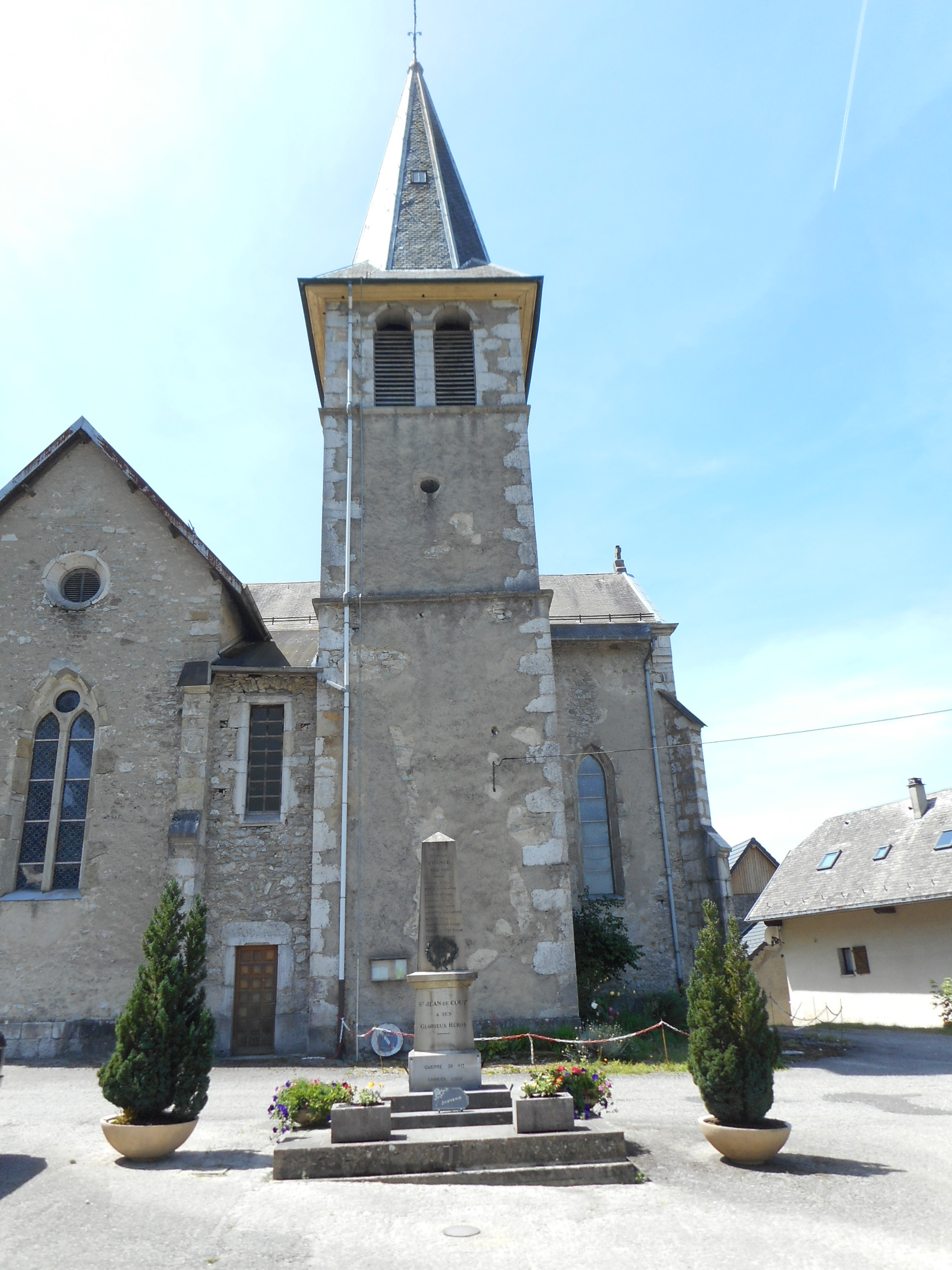
Église et monument aux morts.

La plupart des bâtiments historiques sont situés au chef-lieu qui s'étend le long de la RD 45. On peut notamment y découvrir :
- l'église Saint-Jean-Baptiste (XIXe siècle),

Cet édifice religieux présentent des vitraux qui sont l'œuvre du maître verrier savoyard Jean-Marie Pierre Delbecque, datant des années 1980. L'église est actuellement fermée au public depuis la fin des années 1990.
- l'ancien relais du Cheval Blanc, situé au col de Couz, le long de l'ancienne route nationale 6 ;
- l'ancien bar le Relais Paris-Rome-Genève ;
- l'ancienne fruitière ;
- l'ancienne scierie ;

À Côte Barrier, hameau qui se situe à un kilomètre au sud en contrebas du chef-lieu, on peut trouver l'ancienne carrière d'argile et de pierre ainsi que les ruines de l'ancien four à brique.

### Patrimoine naturel
- La commune fait partie du parc naturel régional de la Chartreuse. Le territoire de Saint-Jean est essentiellement couvert de forêts, notamment d'épicéas et de fayards, que traversent des chemins forestiers.
- Le mont Beauvoir est visible en regardant à l'ouest depuis le village.